# Ullikummi
Ullikummi je čedičové monstrum objevující se v churritsko-chetitské Písni o Ullikummim jako protivník boha bouře Tešuba.
Ullikummi byl nástrojem pomsty boha Kumarbiho. Ten nejdříve svrhl svého otce, boha nebes Anua, a zplodil pět božstev, včetně boha bouře Tešuba, který svrhl zase jeho. Kumarbi tak se skálou zplodil čedičové monstrum Ullikummiho a postavil ho na ramena obra Upelluriho stojícího v moři. Monstrum poté počalo střílet na nebe a ohrožovat bohy, čehož si všiml bůh slunce a varoval Tešuba, který se následně rozplakal. Ištar, sestra boha bouře, se pokusila monstrum obměkčit, ale neúspěšně protože to bylo hluché a slepé a bohové museli ustoupit do své poslední pevnosti zvané Kummija. Před Ullikummim byli zachráněni nápadem boha Tašmišua zajít pro radu za Eaem, který sídlil v Apsu a ten navrhl že monstrum má odříznuto od Upelluriho na němž stojí. Díky tomu byl Ullikummi poražen.
Indolog Michael Witzel chápe Ullikumiho jako formu prvotního obra z kterého byl stvořen svět. Zároveň přirovnává obra Upelluriho na němž monstrum stálo k prvotní skále objevují se v polynéských a tchajwanských mýtech, nebo kamennému pilíři z japonského Šingú ztotožňovaného se stvořitelským bohem Izanagim. Připomíná také podání podle kterého se Kun, otec mytického krále Jüa, proměnil v kámen.